# Monumento equestre a Bartolomeo Colleoni

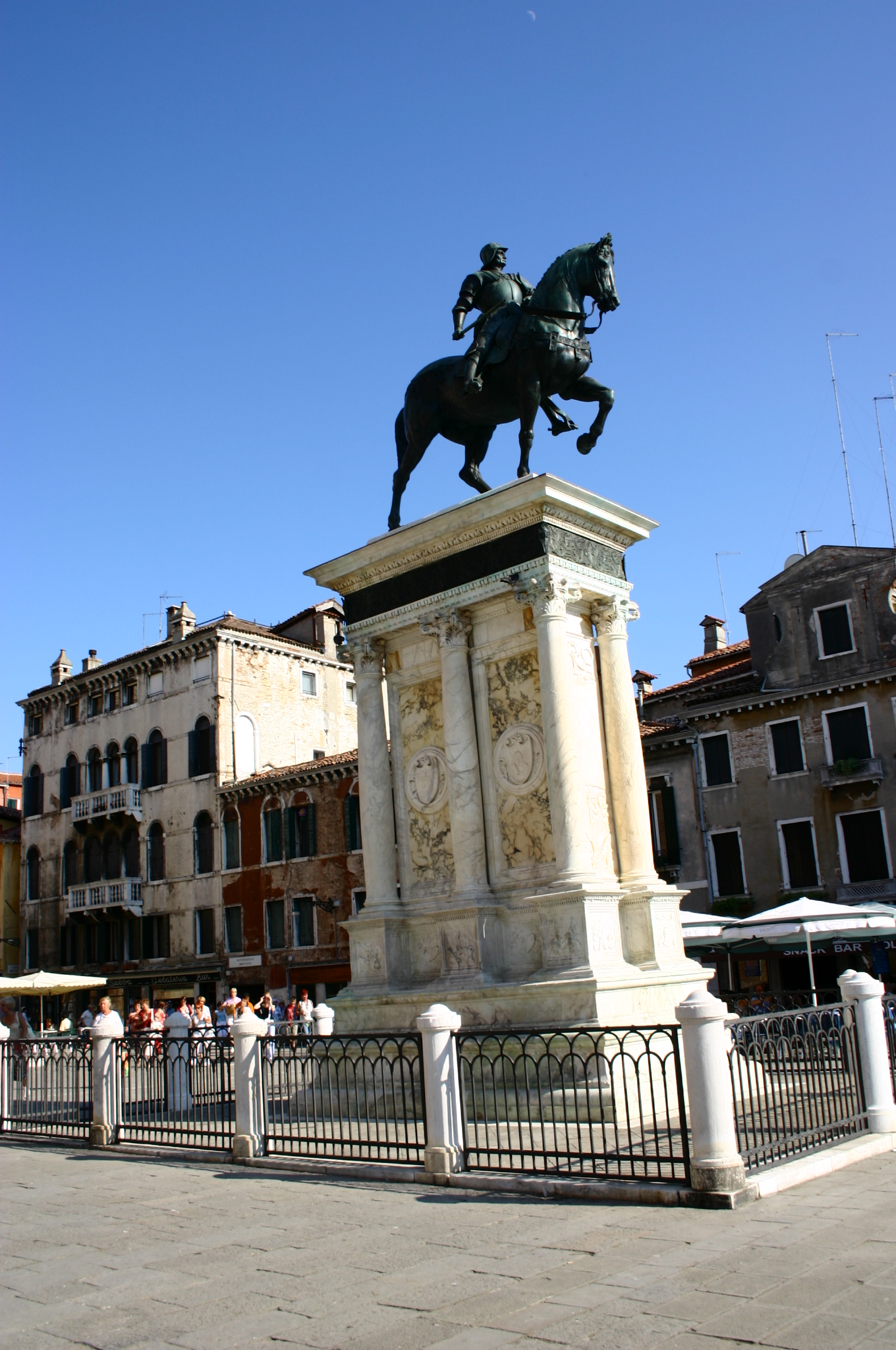
Il monumento con la base

Il Monumento equestre a Bartolomeo Colleoni è una statua bronzea (altezza 395 centimetri senza la base) di Andrea del Verrocchio, realizzata tra il 1480 e il 1488 e situata a Venezia in Campo San Zanipolo. Si tratta della terza statua equestre del Rinascimento, dopo il monumento al Gattamelata di Donatello a Padova, del 1446-1453 e la statua di Nicolò III d'Este di Leon Battista Alberti (1451).

## Storia
Nel 1479 la Repubblica di Venezia decretò la realizzazione di un monumento equestre per il condottiero Bartolomeo Colleoni, morto nel 1475, da collocarsi in campo Santi Giovanni e Paolo. Nel 1480 ne affidò l'esecuzione ad Andrea Verrocchio, che avviò l'opera a Firenze nella sua bottega. Nel 1481 il modello di cera venne mandato a Venezia, dove nel 1486 si trasferì l'artista per attendere alla fusione a cera persa del bronzo.
Andrea morì nel 1488 a lavoro non terminato (esisteva però già sicuramente un modello in creta), e nel suo testamento aveva nominato erede ed esecutore dell'opera incompiuta il fiorentino Lorenzo di Credi, ma la Signoria veneziana gli preferì Alessandro Leopardi, artista locale. La riassegnazione non deve essere giustificata col fatto che Lorenzo era essenzialmente un pittore: era infatti consueto, in una bottega polivalente come quella di Verrocchio, che gli allievi acquisissero pratica nelle diverse tecniche artistiche, stimolando la formazione di una nuova figura di artefice plurispecializzato che divenne frequente tra gli artisti della maniera moderna.
Interessante è quanto scrive Giorgio Vasari nella sua celeberrima opera Le vite de' più eccellenti pittori, scultori e architettori riguardo alla realizzazione di quest'opera.

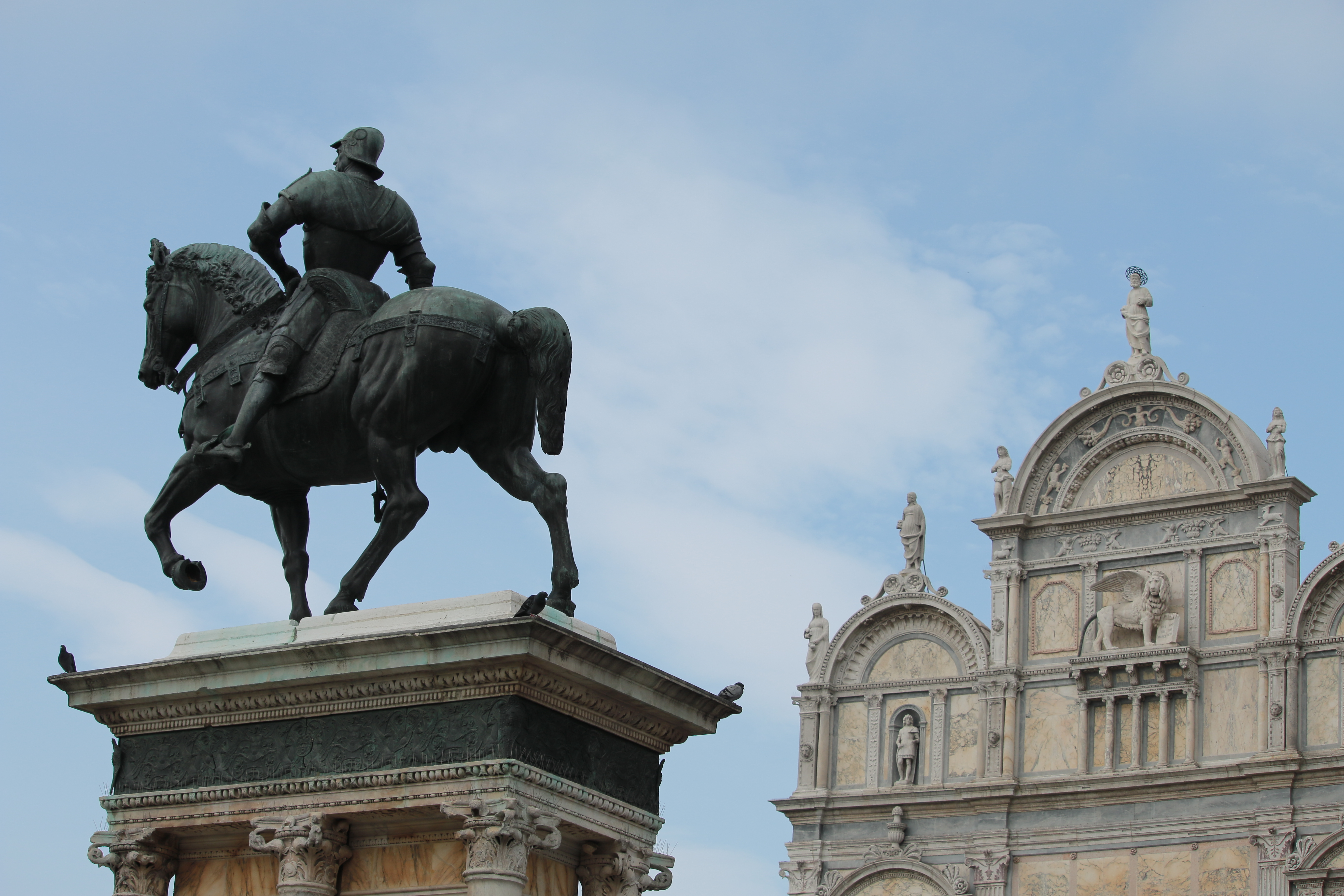
Verrocchio, Bartolomeo Colleoni, Campo Santi Giovanni e Paolo a Venezia e La Scuola Grande di San Marco

## Descrizione e stile
Per la realizzazione del gruppo il Verrocchio si rifece alla statua equestre del Gattamelata di Donatello, alle statue antiche di Marco Aurelio, dei cavalli di San Marco e del Regisole (opera tardoantica a Pavia, perduta nel XVIII secolo), ma tenne anche presente l'affresco con Giovanni Acuto di Paolo Uccello e quello con Niccolò da Tolentino di Andrea del Castagno in Santa Maria del Fiore a Firenze.
Il più grande problema di questo tipo di rappresentazioni era la statica: se infatti si voleva rappresentare il cavallo al passo, con una zampa sollevata per dare un segno di maestoso incedere, ciò comportava notevoli preoccupazioni per le opere, poiché il pesantissimo bronzo veniva a essere legato a tre appoggi relativamente esili rappresentati dalle zampe del cavallo. Donatello a Padova risolse il problema con prudenza, tramite lo stratagemma di far posare lo zoccolo alzato su una sfera. Verrocchio fu il primo a riuscire con successo nell'impresa di appoggiare il monumento su tre sole zampe. Successivamente riuscì a fare di meglio solo Pietro Tacca nel 1636-1640, con il Monumento equestre a Filippo IV (Plaza de Oriente, Madrid), virtuosisticamente poggiata su due sole zampe.
L'opera di Verrocchio si discosta dall'illustre precedente di Donatello anche per i valori stilistici dell'opera. Al concentrato e sereno incedere del Gattamelata, Verrocchio contrappose un condottiero impostato secondo un inedito rigore dinamico, con il busto impettito ed energicamente ruotato, la testa saldamente puntata verso il nemico, le gambe rigidamente divaricate a compasso, la gestualità grintosa e vitale. Le linee di forza ortogonali (orizzontale nel profilo superiore del dorso e del collo del cavallo, verticale della figura del condottiero) amplificano l'effetto dinamico.
Altre differenze si riscontrano nell'armatura (più leggera e "all'antica" quella di Donatello, moderna e completa con l'elmo quella di Verrocchio) e nella sellatura. Il cimiero del Colleoni crea una zona d'ombra sul volto che lo incornicia rendendo più espressiva la mimica facciale corrucciata.